# Михайловская волость (Ставропольская губерния)
Михайловская волость — административно-территориальная единица, упоминаемая с начала XIX века и входившая в Ставропольский округ/уезд Ставропольской губернии.
Административный центр — село Михайловское.

## История
В 1830-е годы входила в Ставропольский округ.
Согласно Положению Кавказского комитета для государственных крестьян Ставропольской губернии, утверждённому императором 6 июня 1867 года, из бывших казачьих станиц — Бешпагирской, Надеждинской, Михайловской, Спицевской, Старомарьевской, Татарской — была образована Михайловская волость Ставропольского уезда.
На 1898 год входила в перыый стан Ставропольского уезда.
В 1920 году численность населения 14 483 человек, площадь 36 448,87 десятин.

## Населённые пункты

### 1830 год
Входили следующие селения и хутора при них:
- с. Константиновское:

- Берестовый при р. Берестовке — 3 двора, 20 душ

- с. Михайловское:

- Гвоздев на р. душибовке — 22 двора, 132 души
- Кизилов (Гранкин) при р. Гранке — 19 дворов, 106 душ
- Кожевников на р. Горькой 14 дворов, 65 душ
- Макеев на р. Вербовке — 3 двора, 15 душ
- Пахомов при р. Горькой и р. Дубовке — 29 дворов, 167 душ
- Посников на р. Русской — 12 дворов, 64 души
- Русский на р. Русской — 21 двор, 68 душ
- Савинов на р. Ташле — 6 дворов, 23 души

- Новомарьевское:

- Гранкин в урочище Гранка при ручье Татарка — 15 дворов, 66 душ
- Кандабаров при р. Вербовке — 2 двора, 13 душ
- Кузнецов при р. Русской — 11 дворов, 42 души
- Малахов при р. Медведке и р. Вербовке — 6 дворов, 31 душа
- Масляников при р. Русской — 14 дворов, 64 души
- Машалов при р. Татарке — 10 дворов, 59 душ
- Неделяев при р. Русской — 19 дворов, 83 души
- Некрасов при р. Татарке — 29 дворов, 145 душ
- Проскурин при р. Русской — 15 дворов, 66 душ
- Раснинский при р. Медведке — 4 двора, 27 душ
- Турищев при р. Татарке — 8 дворов, 41 душа
- Без названия при р. Егорлык — 1 двор, 10 душ

### 1873 год
Список населённых мест Ставропольской губернии, составленный действительным членом и секретарем Ставропольского губернского статистического комитета И. В. Бентковским:
- Базовая почтовая станция (на Тифлисском почтовом тракте)
- Русская почтовая станция
- хутора:

- Белбородовы
- Вербовские
- Верхнерусские
- Дьяконовы
- Грачевские
- Кизиловых
- Кожевниковых
- Кулешиных
- Нижнерусские
- Саньковых

- с. Бешпагирское (Покровское)
- с. Михайловское

- хутора Кулешина (Нижнесельские)

- с. Надежда
- хутора:

- Горькие
- Жилейские
- Ташлинские

- с. Спицевское

- усадьба Погорелова

- с. Старомарьевское

- хут. Козлова
- усадьба Баева

- с. Татарское

### 1881 год
Согласно справочнику «Статистика населенных мест и поземельной собственности по Ставропольской губернии»:
- село Михайловское
- станции казенные почтовые

- Грачепская
- Русская

- хутора

- Белбородов
- Вербовский
- Грачевский
- Каменный
- Кизилов
- Кожевников
- Новиков
- Русский
- Сапьков
- Симонов
- Смахтин
- Уваров

### 1909 год
Согласно сборнику сведений о Северном Кавказе:
- село Михайловское

- лесная караулка

- мельницы

- Кулешиных
- Лукьянчикова
- Нартова и Чигарева

- пос. при ст. Пелагиада
- участки

- Бедрика Ег. (бывший Браткова)
- Братковой Пелагеи
- Жукова
- сестер Жуковых
- Кулешина
- Нечаева
- Смагиных
- Смахтина

- хутора

- Белобородов
- Вербовка
- Грачевский
- Иноземцева
- Каменный
- Кизилов
- Кожевников
- Левашева
- Москвитиных
- Под-Горою
- Рудневых
- Русский (верхний)
- Русский (нижний)
- Саньков
- Семыкина
- Смахтин
- Чигарева
- Шатохина

### 1920 год
Согласно переписи 1920 года:
- сел. Михайловское
- хут. Белобородовский
- хут. Верхнерусский
- хут. Грачевский
- хут. Кизиловский
- хут. Кожевников
- хут. Нижнерусский